# 1973 en architecture
| Années de l'architecture : 1970 - 1971 - 1972 - 1973 - 1974 - 1975 - 1976    |
| Décennies de l'architecture : 1940 - 1950 - 1960 - 1970 - 1980 - 1990 - 2000 |

Cet article présente les faits marquants de l'année 1973 en architecture.

## Réalisations

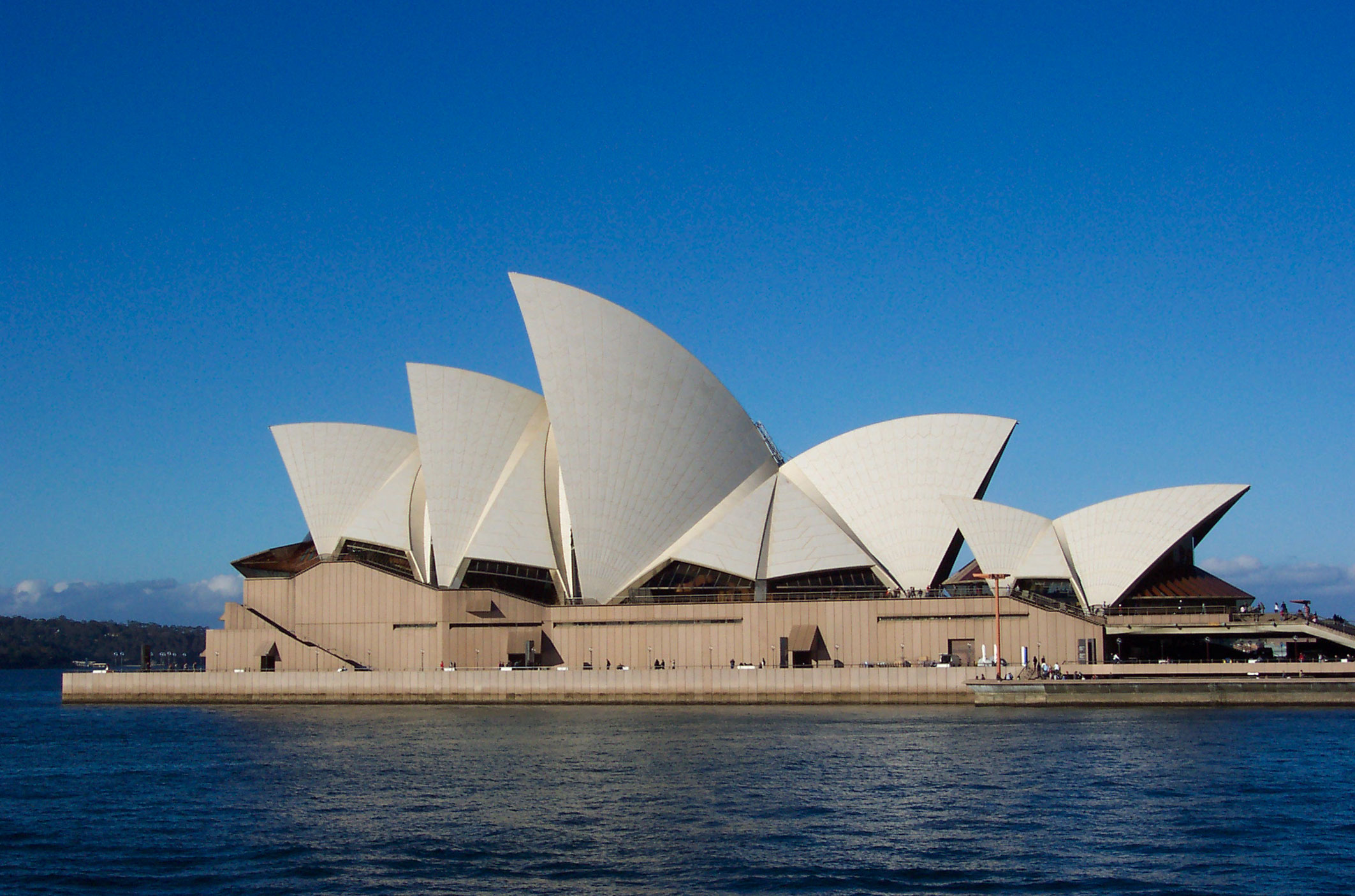
L'opéra de Sydney.

- 4 avril : inauguration du World Trade Center construit à New York par Minoru Yamasaki.

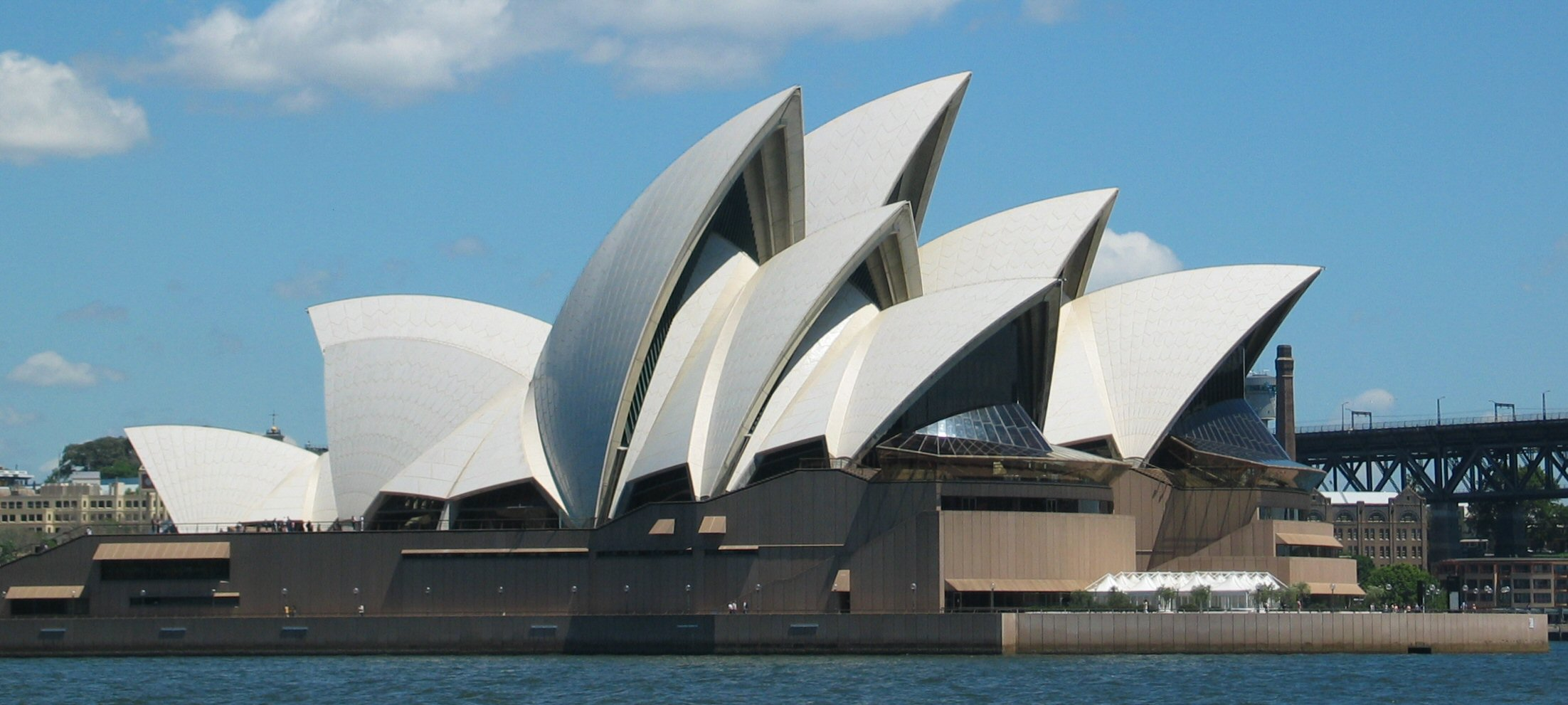
L'Opéra de Sydney

- 20 octobre : inauguration par la reine Élisabeth II de l'opéra de Sydney construit par Jørn Utzon.
- Inauguration de la tour Montparnasse à Paris, la plus haute tour de France jusqu'en 2011, et la plus haute d'Europe jusqu'en 1990.
- Construction de l'Aon Center à Chicago par Edward Durell Stone, plus haut gratte-ciel de la ville et l'un des plus hauts du monde, dépassé quelques mois plus tard par la Sears Tower.
- Construction de la Sears Tower (renommée « Willis Tower » en 2009) à Chicago par Bruce Graham, plus haut gratte-ciel du monde jusqu'en 1998 et des États-Unis jusqu'en 2013.
- Ouverture du centre commercial des Trois Fontaines dans la ville nouvelle de Cergy-Pontoise construit par Claude Vasconi et André Georgel.
- Construction de la tour France à la Défense.
- Consécration de la cathédrale Saints-Pierre-et-Paul de Clifton de Bristol, en Angleterre.
- Construction de La Rotonde à Saint-Étienne, rattachée à l'école nationale supérieure des Mines de Saint-Étienne.

## Récompenses
- Médaille Alvar Aalto : Hakon Ahlberg.

## Naissances
- 24 janvier : Eero Endjärv, architecte estonien

## Décès
- 8 septembre : Rafael Israelyan (° 17 septembre 1908).
- Ralph Thomas Walker (° 28 novembre 1889).